# الخط الزمني للصراع الطائفي في فلسطين الانتدابية
هذه المقالة تتناول الصراع الطائفي الذي حصل في فلسطين الانتدابية، بين السكان العرب واليهود المهاجرين، قبل إعلان قيام دولة إسرائيل، حيث مع بداية الانتداب البريطاني لفلسطين، دعمَت بريطانيا هجرة اليهود لفلسطين، مما كوَّن صراعًا مع السكان العرب هناك.

## خلفية

### 1897
- عُقِد المؤتمر الصهيوني الأول، في الفترة من 29 إلى 31 آب، في مدينة بازل السويسرية، والذي نتج عنه تأسيس المنظمة الصهيونية العالمية.[1]

### 1908
- صدر العدد الأول من جريدة الكرمل المناهضة والمعادية للصهيونية الصادرة في حيفا.[2]

### 1911
- شكل المفكرون والسياسيون المسلمون من جميع أنحاء بلاد الشام جمعية الفتاة العربية، وهو نادٍ قومي عربي صغير في باريس. طالبوا بعدم إلزام المجندين العرب في الجيش العثماني بالخدمة في مناطق غير عربية إلا في زمن الحرب. لكن مع قمع السلطات العثمانية لنشاطات التنظيم وأعضائه، توارت الجمعية في الخفاء وطالبت بالاستقلال التام ووحدة الأقاليم والولايات العربية.[3]
- في كانون الثاني (يناير) / شباط (فبراير)، سمحت السلطات التركية الجديدة للجماعات الصهيونية بشراء الأراضي في سوريا العثمانية.
- في كانون الثاني، صدر العدد الأول من جريدة فلسطين الناطقة بالعربية في يافا.

### 1913
- مقتل موشيه بارسكي على يد فرسان البدو العرب،[4][5] بعد قيام مجتمع كيبوتس اليهودي على أراضيهم البدوية.

### 1915
- في 14 تموز، إرسال أول رسالة رسمية بين الحكومة البريطانية ومحافظ مكة. أصبحت المحادثة معروفة باسم مراسلات الحسين – مكماهون، حيث وعدَت العرب بدولة عربية واحدة في الشرق الأوسط، مقابل تمردهم ضد الأتراك. أكَّدَت بريطانيا بأن فلسطين ستكون جزءًا من هذه الصفقة خلال اجتماع مجلس الوزراء للحرب عام 1918[6] ولكن الحكومة البريطانية أنكرته لاحقًا.[7]

### 1916
- في 30 كانون الثاني (يناير)، أُرسلت الرسالة الأخيرة من مراسلات الحسين – مكماهون إلى محافظ مكة.
- في 16 أيار، تم توقيع اتفاقية سايكس بيكو بين بريطانيا وفرنسا وروسيا، والتي تم الاتفاق فيها بالنظر لحالة الدولة العثمانية المترامية، على السيطرة على تركتها، بحيث ستُسيطر بريطانيا على الأردن، ومُعظم فلسطين، والعراق؛ أما فرنسا ستُسيطر على ما يُعرف اليوم بلبنان وسوريا، وجزء من تركيا وجزء من شمال العراق، وقسم صغير من شمال فلسطين. أما روسيا فستُسيطر على مناطق واسعة من شرق تركيا وإسطنبول.
- في 10 حزيران، بدأت الثورة العربية الكبرى ضد حكم الدولة العثمانية في القسطنطينية.

### 1917
- في 2 تشرين الثاني (نوفمبر)، تم الاتفاق على وعد بلفور، حيث بعث وزير الخارجية البريطاني آرثر جيمس بلفور برسالة إلى رئيس الفدرالية الصهيونية اللورد روتشيلد، يُعلِن فيها: «إن حكومة صاحب الجلالة تنظر بعين العطف لإنشاء وطن قومي للشعب اليهودي في فلسطين».
- في 9 كانون الأول (ديسمبر)، بعد حصار القدس، السلطات بقيادة رئيس بلدية القدس حسين الحسيني يُعلنون الاستسلام للجيش البريطاني، خوفًا على المقدسات الإسلامية والمسيحية من القصف، مُعلنين انتهاء معركة القدس.

### 1918
- في 14 نيسان، وصول اللجنة الصهيونية إلى فلسطين الانتدابية.
- في 8 أيار، تأسيس أول جمعية إسلامية مسيحية مناهضة للصهيونية في يافا.
- في أيلول، احتل اللواء ألنبي كامل فلسطين لصالح بريطانيا.

### 1919
- لجنة كينج كرين الأمريكية تٌقدِّم تقريرها إلى مؤتمر باريس للسلام، بعد أن طافت في أرجاء بلاد الشام، حيث أفاد تقريرها: «إن الأكثرية المطلقة من العرب تطالب بدولة سورية مستقلة استقلالًا كاملًا (تنقسم اليوم إلى لبنان، فلسطين، سوريا، الأردن)، وترفض فكرة إنشاء وطن قومي لليهود في وسط بلادهم في فلسطين».
- أسس الحاج أمين الحسيني فرع القدس للنادي العربي السوري، والذي تنافس بعد ذلك مع المنتدى الأدبي برعاية النشاشيبي، لنشر توعية شعبية عن خطورة الهجرة اليهودية الكثيفة لفلسطين، وسرعان ما أصبح رئيسًا للنادي.[8][9]
- في 18 كانون الثاني (يناير)، تمت اتفاقية فيصل وايزمان بين الأمير فيصل (ابن ملك الحجاز وشريف مكة السيد حسين بن علي) وحاييم وايزمان (الذي أصبح رئيس المنظمة الصهيونية العالمية فيما بعد)، حيث أقر الأمير فيصل وعد بلفور، وأعطى اليهود تسهيلات لإنشاء مجتمع في فلسطين.
- في 27 كانون الثاني (يناير)، انعقاد المؤتمر العربي الفلسطيني الأول في القدس، حيث عبِّر عدة ممثلين عن المسلمين والمسيحيين من شتى المناطق الفلسطينية، عن رفضهم لمخططات إسكان اليهود في فلسطين.
- في 30 كانون الثاني (يناير)، قرر المجلس الأعلى لمؤتمر السلام عدم إعادة الولايات العثمانية التي يسكنها العرب إلى تركيا.[10]
- 3 شباط (فبراير)، المنظمة الصهيونية تقدم خطتها لتنفيذ وعد بلفور وتحث على اختيار بريطانيا العظمى لتكون مُنتدبة على فلسطين.[10][11]

## الصراع الطائفي في فلسطين الانتدابية

### 1920
- في 27 شباط (فبراير)، أكثر من ألف متظاهر شاركوا في مظاهرة قومية عربية في القدس حاملين لافتات تحمل شعارات «أوقفوا الهجرة الصهيونية» و«بلادنا لنا»[12]، إشارةً إلى هجرة عليا، وتحديدًا الهجرة الصهيونية القادمة في الغالب من أوروبا الشرقية. في غضون ذلك، كان القوميون العرب في دمشق يضغطون على المجتمع الدولي من أجل إقامة دولة سوريا الكبرى (تضم فلسطين، والأردن، وسوريا، ولبنان).
- في 1 آذار (مارس)، هاجمت قوات عربية مستوطنات يهودية في الجليل الأعلى كجزء من الحرب الفرنسية السورية. وكان جوزيف ترومبلدور من بين 8 ماتوا في معركة تل هاي.
- في 7 آذار (مارس)، أُعلِنَ فيصل ملكًا على المملكة العربية السورية.[13]
- في 8 آذار (مارس)، تُنظَّم مظاهرة قومية عربية ثانية في القدس.[13]
- في 4-7 نيسان (أبريل)، انتفاضة موسم النبي موسى، وهي أعمال شغب عنيفة استمرت 4 أيام لطرد المجتمع اليهودي الذي أُنشِئ في البلدة القديمة في القدس. اتُهم الحسيني بتحريض الحشود العربية بخطاب تحريضي وحكمت عليه محكمة عسكرية عقدت في جلسة مغلقة وخاصة[14] بالسجن لمدة عشر سنوات غيابيًا، لأنه كان قد انتهك الكفالة بالفرار إلى شرق الأردن لتجنب الاعتقال. وحُكِم على الزعيم الصهيوني زئيف جابوتينسكي بالسجن 15 عامًا لحيازته أسلحة.
- في 31 أيار (مايو)، انعقاد المؤتمر العربي الفلسطيني الثاني.
- في 12 حزيران (يونيو)، تم تأسيس الهاغاناه، وهي تكتل عسكري يهودي.
- في 1 تموز (يوليو)، هربرت صموئيل يؤدي اليمين كأول مفوض سامٍ، حيث أعلن عن إنشاء مجلس استشاري يتألف من 20 عضوًا: 10 مسؤولين بريطانيين، و7 عرب (4 مسلمون، و3 مسيحيون) و3 يهود.[15]
- 1 تموز (يوليو)، نشر تقرير لجنة بالين عن أعمال الشغب التي وقعت في نيسان.
- 4 كانون الأول (ديسمبر)، انعقاد المؤتمر العربي الفلسطيني الثالث.

### 1921
- تعيين دافيد بن غوريون سكرتيرًا لمنظمة العمل اليهودية الهستدروت.
- في آذار، تأسيس منظمة عسكرية يهودية سرية الهاغانا.[16]
- في 21 آذار، وزير الدولة لشؤون المستعمرات ونستون تشرشل يزور القدس. ويُنصب عبد الله حسين حاكمًا على شرق الأردن.
- في 1 - 7 أيار، أدت أعمال شغب في يافا إلى مقتل 47 يهوديًّا و48 عربيًّا، وإصابة 146 يهوديًّا و73 عربيًّا. نتج معظم الضحايا العرب عن اشتباكاتهم مع القوات البريطانية التي تحاول استعادة النظام.[17] وفر الآلاف من اليهود المهاجرين ليافا حديثًا إلى ضواحي يافا (تُعرَف اليوم بتل أبيب) وتم إيواؤهم مؤقتًا في مخيمات على الشاطئ.
- في 8 أيار، المفوض السامي البريطاني هربرت صموئيل يصدر عفوًا عن اليهود والعرب المتورطين في اضطرابات عام 1920 بمن فيهم أمين الحسيني.
- في 8 أيار، المفوض السامي يعين أمين الحسيني مُفتيًا للقدس.[18] شهدَت هذه الفترة تحول فكر الحسيني من القومية العربية مع دمشق والبلد الشامي المُوحَّد، إلى صب فكره وطاقته لإنشاء وطن فلسطيني مستقل وعاصمته القدس، كما سعى إلى منع الهجرة اليهودية إلى فلسطين الانتدابية. فبعد فشل القومية العربية الشامية، وجَّه الحسيني تطلعاته لإنشاء بلد مستقل، كما حاول إضفاء صبغة دينية للمسلمين والمسيحيين العرب لحثهم على النضال من أجل الاستقلال، كما توجَّه إلى فكرة إعادة الأرض إلى دار الإسلام.[19]
- في أيار، المؤتمر العربي الفلسطيني الرابع يُوافق على إرسال وفد إلى لندن.
- في تشرين الأول (أكتوبر)، لجنة التحقيق هايكرافت تنشر تقريرها عن أعمال الشغب في يافا التي خلصت إلى أنها كانت عفوية تمامًا وليست مع سبق إصرار أو بتحريض إسلامي أو مسيحي.[20]
- في كانون الأول (ديسمبر)، أصدرَت سلطات الانتداب أمرًا بإنشاء المجلس الأعلى للمسلمين لإدارة الممتلكات الخيرية المملوكة للمسلمين، والأوقاف، وتعيين (أو فصل) القضاة والمسؤولين في المحاكم الشرعية.[21]

### 1922
- في شباط، قام وفد من القادة العرب الفلسطينيين بقيادة موسى الحسيني بإبلاغ ونستون تشرشل في مكتب المستعمرات بأنهم ونيابةً عن الشعب لا يستطيعون قبول الانتداب أو وعد بلفور ويطالبون باستقلال بلادهم، وإيقاف المعاونات البريطانية لهجرة اليهود لفلسطين.[11]
- في 3 حزيران، صدرَت وثيقة تشرشل البيضاء لعام 1922، والتي تُوضِّح الموقف البريطاني بشأن فلسطين الانتدابية، وأن بلاده مُلتزمة بوعدها لليهود بإنشاء وطن قومي لهم (وعد بلفور).
- في 30 حزيران، تبنَّى مجلس الشيوخ والنواب في الولايات المتحدة قرارًا مشتركا مؤيدًا للصهيونية ولصالح «إنشاء وطن قومي في فلسطين للشعب اليهودي».[11]
- في 24 تموز، عصبة الأمم تُوافق على مشروع الانتداب البريطاني لفلسطين، تحت مُسمى فلسطين الانتدابية. ويُعرب البريطانيون عن اهتمامهم بالصهيونية ويصفون هدفهم الرئيس من الانتداب على فلسطين لتطوير وطن قومي يهودي.
- في 10 آب، أعلنَت السلطات البريطانية عن تشكيل مجلس تشريعي يتألف من 11 مسؤولًا بريطانيًّا و 12 عضوًا منتخبًا: 10 عرب (8 مسلمين و2 مسيحيين )، و2 يهوديين.[22]
- في 22 آب، انعقاد المؤتمر العربي الخامس لفلسطين.
- في 16 أيلول، وافق مجلس عصبة الأمم على مذكرة شرق الأردن البريطانية، والتي تحدد حدود شرق الأردن، وتستثني الأردن من أراضي الوطن القومي اليهودي.[23]
- في تشرين الأول (أكتوبر)، أول تعداد بريطاني لسكان فلسطين الانتدابية، حيث أغلبية السكان من المسلمين، يليهم المسيحيين، ولا يزال اليهود يُمثلون أقلية.

### 1923
- تفشل انتخابات المجلس التشريعي المقترح بسبب حجم المقاطعة العربية الفلسطينية الكبير. لذا جَرت محاولة لتوسيع مجلس الشورى ولكن فشل أيضًا فلم يُوجد إلا ثلاثة عرب فلسطينيين فقط يرغبون في الانضمام.[24]
- 16 حزيران، انعقاد المؤتمر العربي الفلسطيني السادس.
- في 29 أيلول، بدء الانتداب البريطاني على فلسطين والانتداب الفرنسي على سوريا ولبنان حيز التنفيذ.[25]
- في 4 تشرين الأول، وزير الدولة لشؤون المستعمرات، الدوق ديفونشاير ، يقترح إنشاء وكالة عربية لها مكانة معادلة للوكالة اليهودية.
- في 11 كانون الأول، القادة العرب الفلسطينيون يرفضون بالإجماع فكرة الوكالة العربية، ويطالبون ببلد مستقل تحت شعار: «بلادنا حق لنا فقط».[26]

### 1924
- مأمورية المسؤولية الجماعية تُصدر أمرًا بإعطاء صلاحيات للعقاب الجماعي في المناطق الريفية، للعرب الفلسطينيين الرافضين. قُدم الأمر لمكافحة الخلاف بين المجتمعات. وشملت الصلاحيات تطبيق الغرامات وهدم المنازل العربية.[27]

### 1925
- أسس زئيف جابوتينسكي الحزب التنقيحي الهاتزوهار في باريس الملتزم بهدف إقامة دولة يهودية في فلسطين وشرق الأردن بالوسائل العسكرية.[18]
- 25 آب، هربرت أونسلو بلومر يصبح المفوض السامي.
- في تشرين الثاني (نوفمبر)، إضراب عام دعمًا للثورة السورية.
- في 6 كانون الأول (ديسمبر)، تمَّت انتخابات مجلس النواب اليهودي الثاني.

### 1926
- تقليص الحامية البريطانية في فلسطين الانتدابية إلى سرب واحد من سلاح الجو الملكي البريطاني وسريتين من السيارات المدرعة.[28]
- في آذار، إضراب عام احتجاجًا على زيارة المفوض السامي الفرنسي لسوريا هنري دي جوفينيل. كما استمرت الثورة السورية الكبرى في الانتداب الفرنسي لسوريا ولبنان المجاور.

### 1928
- تشكل جماعة الإخوان المسلمين في مصر. والتي تُروِّج للإسلام أساسًا للمجتمع. وأصبحَت حزبًا سياسيًّا بعد عام 1938 رافضةً التغريب والتحديث والعلمنة.
- في 20 حزيران، انعقاد المؤتمر العربي الفلسطيني السابع.
- في 6 كانون الأول (ديسمبر)، أصبح السير جون تشانسلور المفوض السامي.

### 1929
- اندلعَت ثورة البراق، وهي اشتباكات عنيفة في فلسطين عام 1929، بسبب الخلاف بين المسلمين واليهود حول الوصول إلى الحائط الغربي (حائط المسجد الأقصى، وهو حائط مُقدَّس لدى اليهود، يُظن بأن تحته معبدهم). قُتل 133 يهوديًا وجرح 339 (معظمهم على يد العرب)؛ ومقتل 116 عربيًّا وجرح 232 (معظمهم على يد الشرطة والجنود بقيادة بريطانية).
  - حدثَت مذبحة صفد، حيث عبَّر العرب المسلمون والمسيحيون عن استيائهم لتحويل مناطقهم لليهود.
  - مذبحة الخليل عام 1929، وهي اشتباكات عنيفة بين العرب (مسلمون ومسيحيون)، واليهود المهاجرين. تم الإبلاغ عن العديد من حوادث الاغتصاب والتعذيب والتشويه.[29]
- في أعقاب أعمال الشغب، رضخَت السلطات البريطانية للاعتراف رسميًّا باللجنة التنفيذية للمؤتمر العربي الفلسطيني كممثلين للرأي العربي الفلسطيني (باختلاف طوائفهم ومذاهبهم) ودعوتهم إلى الإدلاء بشهادتهم أمام لجنة التحقيق.[30]

### 1930
- وفد عربي فلسطيني رابع يسافر إلى لندن، لإيقاف الهجرة اليهودية.
- قام البريطانيون بتوسيع ثقلهم العسكري في فلسطين الانتدابية بـ: كتيبتين مشاة، وسربان من سلاح الجو الملكي البريطاني و 4 أسراب من السيارات المدرعة. كما أعاد السير هربرت دوبيجين تنظيم قوة الشرطة الانتدابية، وتم تسليح وإعطاء المستوطنات اليهودية المعزولة مخابئ أسلحة لاستخدامها في حالة تعرضها للهجوم.
- بدأت جماعة الكف الأسود، بقيادة الشيخ السوري عز الدين القسام، حملة ضد اليهود والبريطانيين في فلسطين الانتدابية، مطالبةً باستقلال البلاد.
- 12 أيار، أعلن الوفد العربي الفلسطيني أن الحكومة البريطانية رفضت مطالبهم والتي كانت متمثلةً في: إنهاء الهجرة اليهودية، ووقف بيع الأراضي لليهود، وإقامة حكومة ديمقراطية في فلسطين.
- 6 آب، الحكومة البريطانية تعترف رسميًّا بالوكالة اليهودية، وأحقيتها في فلسطين (كما اعترفَت بها الحكومة الفرنسية بأحقيتها في فلسطين وشرق الأردن، والذي شكل تعارضًا مع بريطانيا).
- 20 تشرين الأول (أكتوبر)، ردًّا على الاضطرابات التي حدثت عام 1929، أوصت ورقة باسفيلد البيضاء واللجنة الملكية هوب سيمبسون الحكومة البريطانية بالحد من الهجرة اليهودية.
- كانون الثاني، لجنة حائط البراق الدولية تؤكد حقوق ملكية المسلمين في المنطقة، باعتباره جزءًا من المسجد الأقصى، وأن أي نقل لملكيته لليهود، لا يجب أن يتم في هذه الفترة.

### 1931
- التحريفيون اليهود يؤسسون إرغون تسفاي لومي (منظمة عسكرية وطنية)، ويُعينون زئيف جابوتنسكي قائدًا أعلى للقوات المسلحة، والتي اعتبرَت بدايةً عسكرية للوجود اليهودي في فلسطين.
- 5 كانون الثاني (يناير)، انتخابات مجلس النواب اليهودي الثالث.
- 14 شباط، أرسل رئيس الوزراء رامزي ماكدونالد رسالةً إلى حاييم وايزمان لتأهيل بعض المقترحات الواردة في ورقة باسفيلد البيضاء. تُعرف الرسالة بين العرب الفلسطينيين باسم «الرسالة السوداء».
- 11 نيسان، قتل ثلاثة من أعضاء كيبوتس ياغور على يد شبان عرب.
- آب، مظاهرات كثيفة في نابلس ضد تخزين الأسلحة في المستوطنات اليهودية المنعزلة.
- 18 تشرين الثاني، التعداد البريطاني الثاني لسكان فلسطين الانتدابية، والذي يُشير لانخفاض نسبة المسلمين والمسيحيين لصالح اليهود.[31]
- 20 تشرين الثاني، تعيين السير آرثر واشوب مفوضًا ساميًّا.
- 16 كانون الأول، مفتي القدس أمين الحسيني يترأس المؤتمر الإسلامي في القدس الذي حضره 145 مندوبًا من جميع أنحاء العالم الإسلامي، ويناشدهم لمساعدته في إيقاف تهويد فلسطين ومقدساتها الإسلامية.[32]

### 1932
- تأسيس المؤتمر التنفيذي للشباب القومي.

### 1933
- وصول الحزب النازي إلى السلطة في ألمانيا.
- في 27 تشرين الأول، بعد اكتشاف العرب لشحنة أسلحة كبيرة في ميناء يافا كانت متجهة إلى عنوان في مستوطنات تل أبيب، دعا المدير التنفيذي العربي إلى إضراب عام. تحول الإضراب لمظاهرة ضخمة في يافا قادها رئيس السلطة التنفيذية موسى الحسيني، سرعان ما حدثَت أعمال شغب هاجم فيها الحشدُ قوى الشرطة الذين ردوا بالهراوات وإطلاق النار على المتظاهرين. قُتل 26 متظاهرًا من العرب، وشرطي واحد من البريطانيين. كما جُرِح من العرب 187 بجراح بليغة، من بينهم موسى الحسيني البالغ من العمر 80 عامًا، والذي لم يُشفَ قط وتُوفي في العام التالي. أعقب ذلك أعمال شغب استمرت ستة أسابيع في جميع المدن الفلسطينية الكبرى، قُتل فيها 24 مدنيًّا عربيًّا من المسلمين والمسيحيين. كما اختلفَ هذا الاحتجاج عن الاضطرابات السابقة حيث إن الأهداف كانت مؤسسات حكومية بريطانية وليست يهودًا.[33][34]
- في 25 تشرين الثاني، وجَّهت جميع الأحزاب السياسية العربية الفلسطينية الكبرى، باستثناء حزب الاستقلال - إذ كانوا يطالبون بإعادة وحدة بلاد الشام -، مذكرةً إلى المفوض السامي تدعو إلى حكومة ديمقراطية، وحظر بيع الأراضي العربية لليهود، ووقف هجرة اليهود.[35]

### 1934
- شباط، لجنة التحقيق الخاصة، برئاسة السير ويليام موريسون، تنشر تقريرها عن اضطرابات عام 1933.[36]
- 2 كانون الثاني، تأسيس حزب الدفاع الوطني.

### 1935
- ديفيد بن غوريون يصبح رئيسًا للوكالة اليهودية.
- 27 آذار، تأسيس الحزب العربي الفلسطيني.
- 23 حزيران، تأسيس حزب الإصلاح.
- 5 تشرين الأول، تأسيس الكتلة الوطنية.
- تشرين الأول، التحريفيون ينسحبون من المنظمة الصهيونية العالمية ويؤسسون المنظمة الصهيونية الجديدة.
- في 20 تشرين الثاني، قوات بريطانية تحاصر عز الدين القسام وتقتله مع بعض رفاقه في معركة دامت ست ساعات.

### 1936
- 15 نيسان، مقتل 3 يهود في حادثة سطو بالقرب من طولكرم، وقتل عربيين بالقرب من بتاح تكفا على يد اليهود.
- 17 نيسان، تم إقامة جنازة علنية لأحد الضحايا اليهود في تل أبيب، ما أدى لاندلاع أعمال شغب صاخبة، قُتل فيها 3 يهود. قامت السلطات البريطانية بإصدار لوائح طوارئ عن طريق الإعلان، وفرض حظر تجول على العرب في جميع أنحاء فلسطين الانتدابية.[37]
- 20 نيسان، تشكيل لجنة وطنية عربية في نابلس، وتشكيل لجان أخَر في كل البلدات والقرى العربية.
- 21 نيسان، خمسة أحزاب سياسية عربية فلسطينية رئيسة تدعو إلى إضراب عام، جرَّاء الهجرة اليهودية المُكثَّفة.
- 25 نيسان، إنشاء اللجنة العربية العليا. وهي تتألف من أعضاء من جميع الأحزاب السياسية العربية، بما في ذلك حزب الاستقلال، ويقودها الحاج أمين الحسيني. تدعو اللجنة إلى استمرار الإضراب إلى أجل غير مسمى، حتى تُنفِّذ سلطات الاحتلال مطالب الشعب.
- 6 أيار، اجتماع لجان وطنية في القدس والإعلان عن إضراب عن دفع الضرائب.
- 11 أيار، وصول تعزيزات للجيش البريطاني من مصر ومالطا (حيث كانتا تحت الانتداب البريطاني).
- أيار/حزيران، إغلاق ميناء يافا، ووقوع هجمات متفرقة على السكك الحديدية والمستوطنات اليهودية بعد فشل السلطات البريطانية تهدئة الوضع. حيث كانت تظر العصابات المقاومة للانتداب في بلد التل.
- من 17 إلى 29 حزيران، قام الجيش البريطاني بهدم مساحات واسعة من يافا، تضمَّنت أراضٍ لأفراد عرب.
- آب، محاولات الأمير عبد الله ونوري السعيد تفشل في تهدئة الأوضاع في فلسطين الانتدابية. فحِدة وعدد المواجهات العربية (مكونة من مسلمين ومسيحيين) مع اليهود المهاجرين تزداد، كما قام العرب بالهجوم على خط أنابيب النفط والسكك الحديدية التي كانت تُؤخذ من بلادهم.[38]
- في منتصف آب بدأت أعمال عنيفة من اليهود ضد العرب في الازدياد.[38]
- 25 آب، دخل فوزي القاوقجي فلسطين الانتدابية مع 150 متطوعًا من المقاتلين العرب.[39]
- 7 أيلول، وصول فرقة إضافية من القوات البريطانية. أصبح اللواء ديل القائد العسكري الأعلى.
- 22 أيلول، الجيش البريطاني يشن هجومًا حادًّا على ما أسماهم بالمتمردين العرب.
- 11 تشرين الأول، طالَب ابن سعود وأمير عبد الله والملك غازي اللجنة العربية العليا بإلغاء الإضراب.
- تشرين الثاني، الهيئة العربية العليا تدعو إلى وقف الإضراب. تُشير أرقام الضحايا المأخوذة من سجلات المستشفيات إلى عدد القتلى خلال الأشهر الستة من الاضطرابات: 195 عربيًّا (مسلمون ومسيحيون)، و80 يهوديًّا، و 21 من قوات الجيش البريطاني، و16 فردًا من الشرطة وشرطة حرس الحدود البريطانيين، واثنان مسيحيان من غير العرب. بالإضافة إلى مقتل أكثر من 1000 من المقاومة العربية.[40]

### 1937
- تدخلات عسكرية من المنظمة شبه العسكرية اليهودية الرئيسة الهاغانا، ضد العرب (مسلمون، ومسيحيون).
- تموز، لجنة بيل تقترح خطة تقسيم لفلسطين الانتدابية، رفضتها القيادة العربية. أقنع الزعيمان اليهوديان حاييم وايزمان وبن غوريون الكونغرس الصهيوني بالموافقة بشكل ملتبس على توصيات بيل كأساس لمزيد من المفاوضات.[41][42][43]
- 1 تشرين الأول، السلطات البريطانية تحظر جميع المنظمات السياسية القومية العربية، بما في ذلك الهيئة العربية العليا، وتنفي وتسجن الكثير من القيادات العربية المقاومة، استطاع بعض الأفراد الهرب، منهم المفتي الحسيني والذي هرب إلى مملكة العراق.
- 14 تشرين الثاني، إنشاء جماعة إرغون من الهاغاناه، والتي تتبنى سياسة العنف والقتل من خلال زرع القنابل في مناطق عربية مزدحمة في المدن والقرى.

### 1938
- نيسان (أبريل) - آب (أغسطس): عكست لجنة وودهيد نتائج لجنة بيل، ونظرت في خطتي تقسيم بديلتين، تعرفان بالخطة ب (الخريطة) والخطة ج (الخريطة)، تلتها تقارير في تشرين الثاني (نوفمبر) تُفيد بأن التقسيم كان غير عملي.[44]
- 2 تشرين الأول، مجزرة طبريا.اشتباكات شديدة بين العرب واليهود، أسفرَت عن مقتل 19 شخصًا، وإضرام النار في المعابد اليهودية والمستوطنات اليهودية.[45]

### 1939
- شباط - 17 آذار، اختتام مؤتمر القديس جيمس دون التوصل إلى اتفاق.
- 17 أيار، الكتاب الأبيض لعام 1939 يدعو إلى إقامة دولة فلسطينية موحدة. على الرغم من أن الكتاب الأبيض ينص على التزامه بوعد بلفور، إلا أنه فرض قيودًا كبيرةً جدًّا على الهجرة اليهودية (حيث اقتصرت على 75000 فقط خلال السنوات الخمس المقبلة)، كما يُقلل التسهيلات البريكانية المُعطاة لليهود لشراء الأراضي.
- 1 أيلول، اندلاع الحرب العالمية الثانية. الهاغاناه تبدأ في تهريب اليهود من أوروبا إلى فلسطين المنتدبة لتوفير ملجأ من الهولوكوست. القادة العرب منقسمون: فبينما يساعد البعض الحلفاء، يقوم آخرون مثل العراقي رشيد علي والفلسطيني المقيم في العراق أمين الحسيني بمساعدة المحور. تتعرض العديد من المجتمعات اليهودية في الشرق الأوسط للضرب من قبل الأنظمة العربية المؤيدة لدول لمحور، وتبدأ المرحلة الأولى من الهجرة اليهودية من الدول العربية. تلتزم معظم الجماعات المسلحة اليهودية والعربية الفلسطينية بسياسة وقف إطلاق النار مع بعضها البعض ومع البريطانيين.

### 1940
- انشاق منظمة ليحي (المعروفة أيضًا باسم عصابة شتيرن)، المنظمة اليهودية الأكثر تطرّفًا وعنفًا، والتي انشقّت عن منظمة إرغون.
- 19 حزيران، قتل عشرين مدنيًّا عربيًّا على يد يهود قاموا بوضع متفجرات على حمار في سوق في حيفا.
- 29 حزيران، قتل 13 عربيًّا في عدة حوادث إطلاق نار خلال ساعة واحدة على يد يهود.

### 1941
- 11 تشرين الأول، وصل الزعيم العربي الفلسطيني المنفي الحاج أمين الحسيني إلى روما في محاولة لتكوين علاقات وثيقة مع دول المحور. الحسيني يلتقي بينيتو موسوليني.
- 27 تشرين الثاني، وصول الحسيني إلى ألمانيا للقاء أدولف هتلر. حيث سيبقى في برلين حتى نهاية الحرب، شكَّل دورًا رئيسًا في تشكيل وحدات فافن إس إس، وعمل نشطًا لمنع آلاف اليهود من الوصول إلى فلسطين.

### 1942
- انعقاد مؤتمر بيلتمور، في نيويورك، حيث دعا فيه الصهاينة علنًا لأول مرة لإنشاء دولة مستقلة بدلًا من الوطن القومي، وأوضحوا بأنهم لا يمكنهم الاعتماد على بريطانيا.
- 12 شباط، قتل أبراهام شتيرن زعيم جماعة ليحي المتطرفة برصاص الشرطة البريطانية أثناء اعتقاله.
- 2 آب، البريطانيون يجندون فوجًا فلسطينيًّا، يتكون من 3 كتائب يهودية وكتيبة عربية، لمساعدة القوات البريطانية في شمال أفريقيا ضد المحور.

### 1944
- 12 شباط، بعد فترة من المصالحة مع البريطانيين، شنَّت منظمة الإرغون هجومًا بالقنابل على مكاتب الهجرة البريطانية في فلسطين الانتدابية، ولم ترد أنباء عن وقوع إصابات. وبعد فترة وجيزة، جددَت منظمة ليحي هجماتها ضد البريطانيين.
- تشرين الأول، عملية أطلس. تم إرسال وحدات مغوارية (كوماندوز) ألمانية عربية مشتركة مكونة من 5 رجال، برعاية الزعيم العربي الفلسطيني أمين الحسيني، في فلسطين الانتدابية. تم القبض على أعضاء فريق المظليين، بعد صد بعض السكان لهم، وقبضَت عليهم قوات الشرطة الأردنية والبريطانية بالقرب من أريحا.
- الإرغون يستأنف العمليات ضد العرب والبريطانيين بعد أن أدرك أن الحرب العالمية الثانية تقترب من نهايتها؛ ويبدو بأن هدفهم مهاجمة الجيش البريطاني، وليس التأثير على الجهود الحربية للحلفاء.
- تشرين الثاني (نوفمبر)، ضم الفوج الفلسطيني ليصبح وحدة أكبر تسمى اللواء اليهودي، والتي تستخدم الرموز اليهودية. حيث شاركوا في غزو الحلفاء لإيطاليا.

### 1945
- 8 أيار، استسلام ألمانيا النازية للحلفاء. قبض وسجن الحاج أمين الحسيني لدى الفرنسيين، لكنه استطاع الهرب بعدها إلى مصر.
- تشكيل جامعة الدول العربية لتعزيز الأهداف السياسية والثقافية والاجتماعية والاقتصادية للأعضاء والتوسط في النزاعات. تمت إضافة تنسيق الدفاع العسكري في وقت لاحق.

### 1946
- 1 أيار، اقتراح ودعم لجنة التحقيق الأنجلو أمريكية قبول 100000 لاجئ يهودي في فلسطين الانتدابية.
- 22 تموز، جماعة الإرغون تنسف فندق الملك داوود. قُتل 91 شخصًا من جنسيات مختلفة، وأصيب 46 آخرون.

### 1947
- 18 شباط، بريطانيا العظمى تعلن عزمها على تسليم مسؤوليات الانتداب على فلسطين إلى الأمم المتحدة.
- من 1 إلى 17 آذار، فرض الأحكام العرفية بعد أن شنت منظمة الإرجون ومنظمة شتيرن هجمات واسعة النطاق ضد أهداف بريطانية. قُتل عشرون جنديًّا بريطانيًّا في 1 آذار. تلاه قتل 15 جنديًّا بريطانيًّا و15 مدنيًّا وإصابة 60 جنديًّا بريطانيًّا و30 مدنيًّا بجروح في الفترة من 1 آذار إلى 13 آذار.[46][47]
- 15 أيار، إنشاء لجنة الأمم المتحدة الخاصة بفلسطين.[48]
- 3 أيلول، اقترحت غالبية أعضاء لجنة الأمم المتحدة الخاصة بفلسطين، في الفصل السادس من تقريرها إلى الجمعية العامة للأمم المتحدة، تقسيم فلسطين إلى «دولة عربية مستقلة، ودولة يهودية مستقلة، ومدينة القدس».[49]
- 29 تشرين الثاني، بأغلبية ثلثي الأصوات، الجمعية العامة للأمم المتحدة تتبنى قرارًا يُوصي بتبني وتنفيذ خطة لتقسيم فلسطين الانتدابية إلى دولتين: عربية (42.3% من فلسطين) وأخرى يهودية (57.7% من فلسطين)، وتدويل مدينة القدس بإدارة الأمم المتحدة، حيث سيُعطى العرب دولة مقسمةْ بثلاث حواجز، الجهة الشرقية، سيفصل بينها إدارة الأمم المتحدة لجزئين، والجزء الغربي، سيكون محاطًا بالكامل من الدولة اليهودية؛ وسيُعطى اليهود دولةً ممتدة من شمال فلسطين إلى جنوبها مرورًا بغزة.[50]
- 30 تشرين الثاني، عُقب التصويت على خطة التقسيم، احتجاجات صاخبة من عرب خارج فلسطين، تلاه رد العرب الفلسطينيون بالرفض التام، بعدم عدل القرار، إذ كان اليهود يمتلكون أقل من 5.8% من الأراضي في فلسطين، ما أدى إلى حدوث تصادمات، واندلاع القتال فيما أصبح يُعرف بحرب التطهير العرقي لفلسطين.
- 2-5 كانون الثاني، 1947 اضطرابات القدس 1947. أعلنَت الهيئة العربية العليا عن إضراب واحتجاج عام على التصويت. أوقف البريطانيون العرب الذين كانوا يسيرون إلى الميدان المثلثي في 2 كانون الثاني، وعدل العرب بدلًا من ذلك نحو المركز التجاري للمدينة، حيث تم مهاجمة العديد من المباني والمتاجر. استمر العنف ليومين آخرين، حيث هاجم العرب واليهود بعضهم البعض. ماأسفر عن مقتل 70 يهوديًّا و 50 عربيًّا.
- 30 كانون الأول، مجزرة مصفاة حيفا النفطية. ألقى مسلحو الإرغون قنبلتين على حشد من العمال العرب من سيارة مارة، مما أسفر عن مقتل 6 عمال وإصابة 42، ألحق الحادث ضررًا بالسلام النسبي بين المجموعتين في حيفا. في وقت لاحق من ذلك اليوم، احتج حشد عربي واقتحم مجمع المصفاة، مما أسفر عن مقتل 39 يهوديًّا وجرح 49. استمرت المناوشات في حيفا وحول المنطقة.
- 31 كانون الأول - 1 كانون الثاني، مذبحة بلد الشيخ. هاجم البلماح، أحد أذرع جماعة الهاغاناه العسكرية، البلدة العربية بينما كان السكان نائمين، وأطلقوا النار من منحدرات جبل الكرمل، لا يُعرف عدد القتل والجرحى من العرب.

### 1948
- 4 كانون الثاني، فجرت جماعة الليحي الصهيونية شاحنة مفخخة خارج مجلس مدينة يافا مما أسفر عن مقتل 26 مدنيًّا عربيًّا، من المسلمين والمسيحيين.
- 6 كانون الثاني، ازدياد وتيرة أعمال الشغب والعنف الصهيوني، وتفجير الهاغاناه لفندق سميراميس.
- 16 كانون الثاني، شن اليهود لعملية لاميد هيه، في كفار عصيون.
- في شتاء وربيع 1948، معركة الطرق. دعَت جامعة الدول العربية لإنشاء جيش الإنقاذ لفلسطين، تكون معظن الجيش من عرب فلسطين وعرب الدول المجاورة، هاجم المجتمعات اليهودية التي أُنشِئَت في فلسطين الانتدابية، وحركة المرور اليهودية على الطرق الرئيسة.
- 14 شباط، البلماح تقتل 60 قرويًّا عربيًّا في سعسع. أفادت مصادر البلماح بوجود معركة مع خسائر كبيرة.
- 22 شباط، في عملية نظمها عبد القادر الحسيني بمساعدة هاربين بريطانيين ، تم تفجير عبوات ناسفة في سيارات بريطانية مسروقة بجانب فندق أتلانتيك وأمدرسكي في شارع بن يهودا بالقدس والتي كانت تؤوي جنود البلماح. لكن القوات كانت بعيدة عن العمليات، ولم يُقتَل إلا 58 وأُصيب 32 بجروح خطيرة. خلال الأسبوع التالي، قتل مقاتلو الإرغون والليحي 44 جنديًّا وشرطيًّا بريطانيًّا انتقامًا.[51]
- بحلول أواخر آذار (مارس) 1948، تم قطع الطريق الحيوي الذي يربط مستوطنات تل أبيب بالقدس الغربية، حيث يعيش حوالي 16٪ من جميع اليهود في فلسطين الانتدابية.
- 27 آذار، مقتل 47 فردًا من قافلة الهاغاناه بالقرب من قرية الكابري.
- 6 نيسان، معركة القسطل. قررت الهاغاناه شن هجوم عسكري مضاد كبير على العرب في القدس. في 6 نيسان، استولت الهاغاناه وقواتها الضاربة البلماح ، في هجوم لتأمين النقاط الاستراتيجية ، على القسطل، وهي بلدة مهمة على جانب الطريق على بعد كيلومترين غربي دير ياسين.
- 9 نيسان، مجزرة دير ياسين. هاجم قرابة 120 مقاتلًا من جماعات الإرغون والليحي الصهيونية الشبه العسكرية دير ياسين بالقرب من القدس، وهي قرية عربية فلسطينية يقطنها حوالي 600 شخص. ووقع الهجوم في الوقت الذي سعت فيه الميليشيات اليهودية إلى تخفيف الحصار العربي عن اليهود. قُتِل حوالي 107 قرويين أثناء وبعد معركة القرية، من بينهم نساء وأطفال، قُتل بعضهم بالرصاص، بينما لقي آخرون مصرعهم عندما أُلقيَت قنابل يدوية على منازلهم. بينما قُتِل 4 من قوات الإرغون والليحي جرَّاء مقاومة بعض المدنيين.
- 13 نيسان، مجزرة قافلة طبية هداسا. بدعوى الانتقام لمجزرة دير ياسين، هاجم المتظاهرون العرب قافلةً كبيرة، معظمها أطباء يهود، حيث كان العساكر اليهود ينقلون المرضى والمعدات والإمدادات، من القدس إلى المستشفى الذي يعالج غالبية السكان اليهود. قُتل 79 يهوديًّا. استمرت الهجمات على الطرق.
- 22 نيسان، انطلاق عملية يفتاح التي أدت إلى احتلال شمال شرق الجليل بين الحدود اللبنانية والسورية.
- 23 نيسان، الهاغاناه تسيطر على الأحياء العربية في حيفا، وتطرد السكان.
- 13 ايار، مجزرة كفر عتسيون، القوات العربية ترد بالسيطرة على القرية اليهودية للفيلق العربي. منهم 133 عسكري وقروي يهودي، قُتل 129 في المجزرة،[52] ونجا 4. تُركت الجثث دون دفن حتى كانون الثاني 1949. نُقل 320 سجينًا من مستوطنات عتصيون إلى معسكر أسير حرب الأردن في المفرق، من بينهم 85 امرأة.[53]

## ما بعد
- قائمة أحداث الصراع العربي الإسرائيلي